# Supercopa de Campeones Intercontinentales 1970
La CONMEBOL organizó un fixture de una eventual tercer Supercopa de Campeones Intercontinentales que hubiera tenido el mismo formato que las otras pero no se llevó a cabo debido al desinterés de los equipos europeos.[cita requerida]
En principio sería disputada a fines de 1970, pero se postergó en un principio para febrero, luego para marzo y después para abril de 1971, siendo finalmente cancelada.
En esta tercera edición iban a participar en la Zona Sudamericana los cuatro equipos que habían disputado la anterior edición y en la Zona Europea Inter, Real Madrid, AC Milan y Feyenoord, campeón de la Copa Intercontinental de 1970.

## Equipos que participarían
| País                        | Campeones mundiales          | Copa Intercontinental |
| --------------------------- | ---------------------------- | --------------------- |
| España 1 participante       | Real Madrid                  | 1960                  |
| Uruguay 1 participante      | Peñarol                      | 1961 y 1966           |
| Brasil 1 participante       | Santos                       | 1962 y 1963           |
| Italia 2 participantes      | Internazionale Milan         | 1964 y 1965 1969      |
| Argentina 2 participantes   | Racing Club Estudiantes (LP) | 1967 1968             |
| Países Bajos 1 participante | Feyenoord Rotterdam          | 1970                  |

- Datos: Q6135804